# リュング・ボックス検定
Ljung-Box検定（リュング・ボックスけんてい、英: Ljung-Box test）は、ある時系列の自己相関の集まりが０と異なるかに関する統計的検定の一種である。
個々の時間差（ラグ）に関する無作為性を検定するのではなく、複数期間に対する時間差に基づく全般的な無作為性を検定することから、かばん検定である。

## 定義
Ljung-Box 検定は、以下のとおり定義される。
H0：（帰無仮説）データは無作為である。
Ha：（対立仮説）テータは無作為でない。
ここで、Ljung-Box 統計量（-とうけいりょう、英: Ljung-Box statistic）を以下のとおり定義する。
{\displaystyle Q=n\left(n+2\right)\sum _{j=1}^{h}{\frac {{\hat {\rho }}_{j}^{2}}{n-j}}}
n は標本数、{\displaystyle {\hat {\rho }}_{j}} は時間差 j における標本自己相関、h は検定する時間差の数である。有意水準 α に対し、無作為性の仮説 H0 を棄却する危険域は、
{\displaystyle Q>\chi _{1-\alpha ,h}^{2}}
である。
{\displaystyle \chi _{1-\alpha ,h}^{2}} は自由度 h の χ 2 分布 の α 分位点である。
Ljung-Box 検定は、自己回帰和分移動平均過程（ARIMA）モデルで広く使われている。
ここで、元の時系列ではなく、適合後の ARIMA モデルの残差に適用することに注意されたい。